# André Vingt-Trois
André Armand Vingt-Trois (París, 7 de noviembre de 1942-París, 18 de julio de 2025) fue un cardenal francés de la Iglesia católica, arzobispo de la Archidiócesis de París, cargo que ocupó entre 2005 y 2017. Asimismo, presidió la Conferencia de los Obispos de Francia (CEF) durante dos mandatos (2007-2013).

## Biografía
Hijo de Armand Vingt-Trois y Paulette Vuillamy. 
Después de sus estudios en el liceo Henri-IV, entró en 1962 al seminario de San Sulpicio. Fue ordenado sacerdote el 28 de junio de 1969 por el cardenal François Marty, y nombrado después vicario de la parroquia de Santa Juana de Chantal en París, de la cual fue párroco Jean-Marie Lustiger. 
Tiene un doctorado en teología moral por el Instituto Católico de París.
En 1974, fue nombrado director del Seminario de San Sulpicio, donde enseñó teología sacramentaria.
Cuando Jean-Marie Lustiger es nombrado arzobispo de París en 1981, nombra a André Vingt-Trois como vicario general.
El 25 de junio de 1988, es nombrado obispo auxiliar de París, con el título de obispo in partibus de Thibilis, y consagrado el 14 de octubre siguiente.
En noviembre de 1998, es elegido presidente de la Comisión Episcopal para la Familia.
Es miembro del Consejo Pontificio para la Familia desde febrero de 1995.

### Arzobispo de Tours y de París
El 21 de abril de 1999 es nombrado arzobispo de Tours.
Siendo el hijo espiritual del Cardenal Lustiger, del cual había estado cerca más de 18 años, al presentar éste su renuncia al cumplir los 75, como prescribe el Código de Derecho Canónico, el papa Juan Pablo II eligió a Vingt-Trois como arzobispo de París y Ordinario de católicos de rito oriental residentes en Francia que no tienen un ordinario propio el 11 de febrero de 2005, día de la fiesta de Nuestra Señora de Lourdes. 
El 9 de marzo de 2007, es nombrado miembro de la Congregación para los Obispos por el papa Benedicto XVI.
Dio la Comunión y la Unción de enfermos al Cardenal Lustiger poco antes de su muerte, el 5 de agosto de 2007. El día siguiente, celebra una misa nocturna en la Catedral de Nuestra Señora de París por el descanso del alma del difunto Cardenal.
El 5 de noviembre de 2007, es elegido Presidente de la Conferencia de Obispos de Francia (CEF), cargo que desempeñó hasta el 17 de abril de 2013 fecha en la que se eligió para el mismo cargo a Georges Pontier.
Creado Cardenal presbítero del título de San Luis de los Franceses, del cual tomó posesión el domingo 27 de abril de 2008.
Durante el pontificado del papa Francisco fue designado en el cargo de presidente delegado del Sínodo extraordinario de obispos sobre la familia (2014), junto con el arzobispo de Manila Luis Antonio Tagle y el arzobispo de Aparecida Raymundo Damasceno Assis.
Autor de numerosas obras, ha sido galardonado con los honores de caballero de la Legión de Honor y Oficial de la Orden del Mérito. También es Gran Oficial de la Orden Nacional de Benín.
El 8 de noviembre de 2016 fue confirmado como miembro de la Congregación para el Clero ad aliud quinquennium.
El 7 de noviembre de 2017 presentó su renuncia al cargo por cumplir 75 años, de acuerdo con las disposiciones del Código de Derecho Canónico. Un mes después fue elegido Michel Aupetit como sucesor.
El 7 de septiembre de 2022 perdió su condición de cardenal elector, ya que cumplió 80 años.

## Obras
- 2000 Une année de bienfaits (C.L.D)
- 2000 Connaître la Foi catholique (Le Sénevé/Cerp)
- 2001 Catéchèses de l’année jubilaire (C.L.D.)
- 2003 La famille, 15 questions à l’Église (Plon Mame)
- 2007 Croire, espérer, aimer (Presse de la Renaissance)
- 2007 Les signes que Dieu nous donne (Parole et Silence)
- 2008 La liberté dans la foi – Entretiens avec Michel Cool (L’aube)
- 2009 Évêque, prêtres et diacres (Médiaspaul)
- 2010 Une mission de liberté (Denoël)
- 2010 Prier. Pourquoi? Comment? (Editions Pocket)
- 2011 La famille, un bonheur à construire. Des couples interrogent l’archevêque de Paris (Parole et Silence)
- 2012 Quelle société voulons-nous ? (Editions Pocket)
- 2015 Dieu ouvre des chemins. Itinéraires en suivant l’Évangile de saint Matthieu. (Salvator)